# 대한민국 인사혁신처

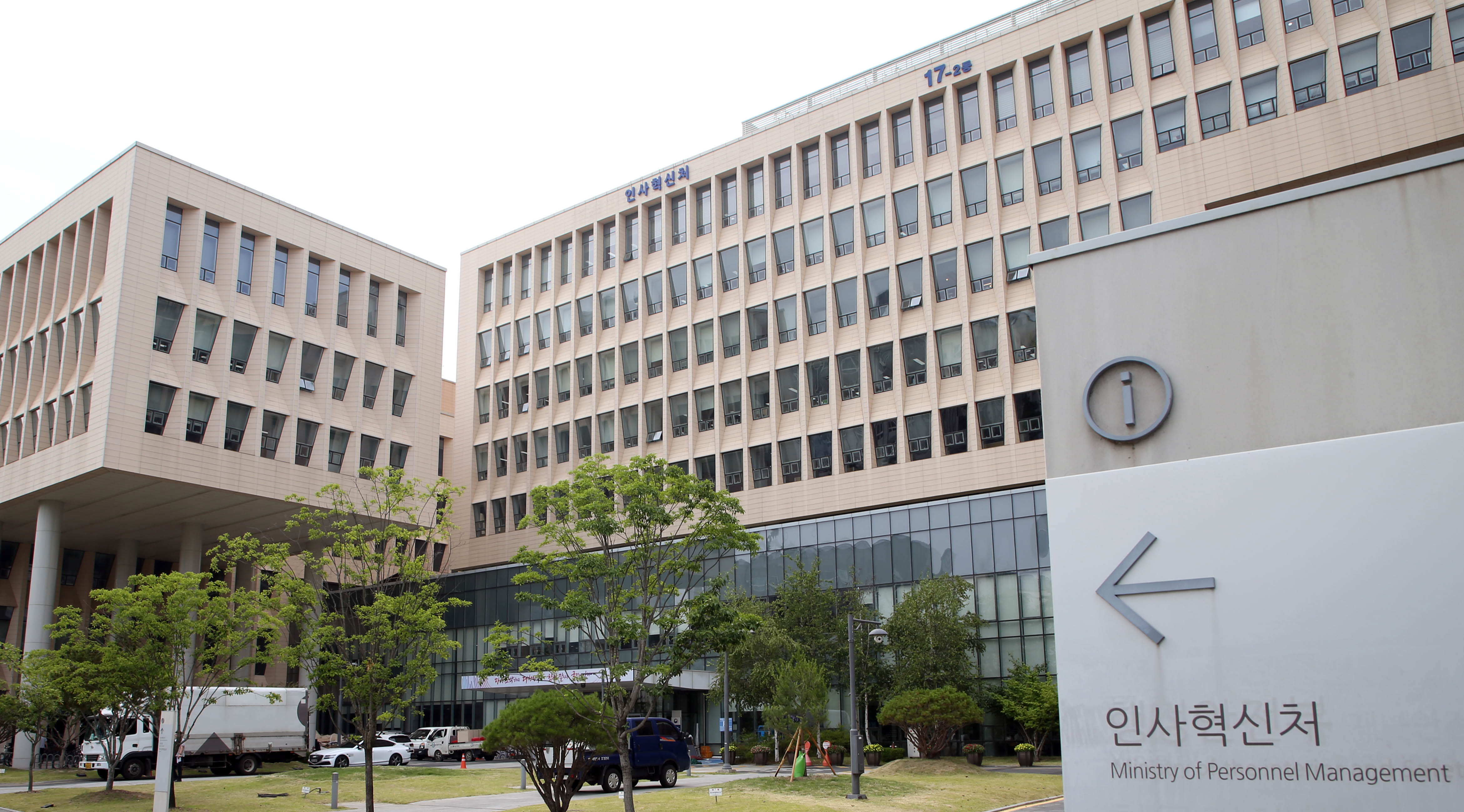
인사혁신처 청사

인사혁신처(人事革新處)는 공무원의 인사·윤리·복무 및 연금에 관한 사무를 관장하는 대한민국의 중앙행정기관이다. 처장은 차관급 정무직공무원으로, 차장은 고위공무원단 가등급에 속하는 일반직공무원으로 보한다.

## 소관 사무
- 행정부 소속 공무원의 인사행정에 관한 기본정책의 수립에 관한 사무
- 인사행정분야의 혁신에 관한 사무
- 인재채용에 관한 사무
- 인사관리에 관한 사무
- 인재개발에 관한 사무
- 윤리에 관한 사무
- 복무에 관한 사무
- 연금에 관한 사무
- 소청에 관한 사무

## 연혁
- 1948년 7월 17일: 총무처에 인사국을 설치.[4]
- 1955년 2월 17일: 국무원사무국 인사과로 개편.[5]
- 1960년 7월 1일: 국무원사무처 인사국으로 개편.[6]
- 1963년 12월 17일: 총무처 소속으로 변경.[7]
- 1998년 2월 28일: 행정자치부 인사복무국으로 개편.[8]
- 1998년 7월 22일: 인사복무국을 인사국으로 개편하고, 공무원복무에 관한 사무를 감사관실로 이관하여 복무감사관실로 개편.[9]
- 1999년 5월 24일: 행정자치부로부터 인사행정에 관한 사무를 이관받아 대통령 직속 중앙인사위원회로 독립.[10]
- 2001년 12월 31일: 복무감사관실을 감사관실로 개편하고, 공무원복무에 관한 사무를 인사국에 이관.[11]
- 2004년 3월 11일: 행정자치부로부터 공무원의 인사관리 및 후생복지(복무 및 연금관리에 관한 사항은 제외)에 관한 사무를 이관받음.[12]
- 2006년 7월 1일: 행정자치부 정책홍보관리실에 윤리복지정책관실을 설치.[13]
- 2008년 2월 29일: 중앙인사위원회를 폐지하고, 행정안전부에 인사실을 설치. 정책홍보관리실 윤리복지정책관실을 윤리복무관실로 개편.[14]
- 2013년 3월 23일: 안전행정부 소속으로 변경.[15]
- 2014년 11월 19일: 안전행정부 인사실과 윤리복무관실을 폐지하고 공무원의 인사·윤리·복무·연금에 관한 사무를 이관받아 국무총리 직속 인사혁신처를 설치.[16]
- 2016년 4월 15일 : 세종시 신청사 개청식.
- 2023년 3월 : 정부세종2청사로 이전.

## 역대 로고

2014년부터 2016년까지 사용된 인사혁신처 로고

## 조직
| 국                 | 담당관실·과                                                              |
| 처장 산하 하부조직 | 처장 산하 하부조직                                                       |
| ------------------ | ------------------------------------------------------------------------ |
|                    | 대변인실                                                                 |
| 인재정보기획관실   | 인재기획담당관실ㆍ인재정보담당관실                                       |
| 차장 산하 하부조직 |                                                                          |
| 기획조정관실       | 기획재정담당관실ㆍ법무감사혁신담당관실ㆍ정보화담당관실ㆍ국제협력담당관실 |
| 공무원노사협력관실 | 노사협력담당관실                                                         |
| 재해보상정책관실   | 재해보상정책담당관실ㆍ재해보상심사담당관실                               |
|                    | 인사조직과                                                               |
| 인재채용국         | 인재정책과ㆍ공개채용과ㆍ경력채용과ㆍ시험출제과ㆍ5급공채팀                |
| 인사혁신국         | 인사혁신기획과ㆍ적극행정과ㆍ심사임용과ㆍ개방교류과ㆍ통합인사정책과       |
| 인사관리국         | 성과급여과ㆍ인재개발과ㆍ연금복지과ㆍ디지털인재개발과                     |
| 윤리복무국         | 복무과ㆍ윤리정책과ㆍ재산심사기획과ㆍ재산심사관리과ㆍ취업심사과           |

### 소속기관
- 처장의 관장 사무를 지원하는 기관
  - 국가공무원인재개발원
- 소청심사위원회

### 소속 위원회

#### 행정위원회
| 위원회명             | 주관부처   | 설치근거           | 비고 |
| -------------------- | ---------- | ------------------ | ---- |
| 소청심사위원회       | 인사혁신처 | 국가공무원법 제9조 |      |
| 정부공직자윤리위원회 | 인사혁신처 | 공직자윤리법 제9조 |      |

#### 자문위원회
| 위원회명                 | 주관부처   | 설치근거                                        | 비고 |
| ------------------------ | ---------- | ----------------------------------------------- | ---- |
| 고위공무원임용심사위원회 | 인사혁신처 | 국가공무원법 제28조의6                          |      |
| 공무원연금급여재심위원회 | 인사혁신처 | 공무원연금법 제80조                             |      |
| 공무원연금운영위원회     | 인사혁신처 | 공무원연금법 제75조                             |      |
| 민간근무휴직심의위원회   | 인사혁신처 | 공무원임용령 제51조                             |      |
| 순직보상심사위원회       | 인사혁신처 | 위험직무관련순직공무원의 보상에 관한 법률 제7조 |      |
| 주식백지신탁심사위원회   | 인사혁신처 | 공직자윤리법 제14조                             |      |

## 정원
인사혁신처에 두는 공무원의 정원은 다음과 같다.
| 총계      | 총계              | 405명 |
| --------- | ----------------- | ----- |
| 정무직 계 | 정무직 계         | 1명   |
|           | 처장              | 1명   |
|           |                   |       |
| 일반직 계 | 일반직 계         | 404명 |
|           | 고위공무원단      | 9명   |
|           | 3급 이하 5급 이상 | 188명 |
|           | 6급 이하          | 191명 |
|           | 전문직공무원      | 10명  |
|           | 전문경력관        | 6명   |

## 재정
총수입·총지출 기준 2023년 재정 규모는 다음과 같다.
| 구분           | 세입예산              | 작년 대비 증감 |
| -------------- | --------------------- | -------------- |
| 일반회계       | 59억 6200만 원        | -9.98%         |
| 공무원연금기금 | 19조 8005억 7600만 원 | +3.22%         |
|                |                       |                |
| 합계           | 19조 8065억 3800만 원 | +3.22%         |

| 구분           | 구분           | 구분         | 세출예산              | 작년 대비 증감 |
| -------------- | -------------- | ------------ | --------------------- | -------------- |
| 일반회계       | 일반회계       | 일반회계     | 2092억 1400만 원      | +2.3%          |
|                | 정부자원관리   | 정부자원관리 | 1217억 500만 원       | +1.5%          |
|                | 일반행정       | 일반행정     | 875억 900만 원        | +3.43%         |
| 공무원연금기금 | 공무원연금기금 | 공적연금     | 24조 4932억 5700만 원 | +10.05%        |
|                |                |              |                       |                |
| 합계           | 합계           | 합계         | 24조 7024억 7100만 원 | +9.98%         |

## 같이 보기
- 인사혁신처장
- 인사혁신처 차장

### 내용주
1. 1 2 3 4  개방형 직위.
2. ↑  2025년 12월 31일까지 존속하는 한시조직.
3. ↑  한시정원 1명 포함.

### 참조주
1. 1 2  「인사혁신처와 그 소속기관 직제」 별표 1 및 별표 4제3호
2. 1 2  기획재정부. “열린재정 > 재정연구분석 > 재정분석통계 > 예산편성현황(총수입)”. 《열린재정》. 2022년 12월 31일에 확인함.
3. 1 2  기획재정부. “열린재정 > 재정연구분석 > 재정분석통계 > 세목 예산편성현황(총지출)”. 《열린재정》. 2022년 12월 31일에 확인함.
4. ↑  대통령령 제14호
5. ↑  대통령령 제1012호
6. ↑  국무원령 제13호
7. ↑  각령 제1586호
8. ↑  대통령령 제15715호
9. ↑  대통령령 제15841호
10. ↑  대통령령 제16317호
11. ↑  대통령령 제17437호
12. ↑  대통령령 제18310호
13. ↑  대통령령 제19596호
14. ↑  대통령령 제20741호
15. ↑  대통령령 제24425호
16. ↑  법률 제12844호